# Gustav Lönnbergh
Gustav Herman Lönnbergh, född 12 juli 1911 i Tjärstads församling i Östergötlands län, död 27 juli 1980 i Sundbyberg, var en svensk flygare (med Silvervinge) och sjökapten.
Lönnbergh utbildade sig till civil pilot i Sverige 1938. Han byggde på utbildningen vid den brittiska flygskolan i Hamble 1939. Vid andra världskrigets utbrott erbjöds civila flygare att anmäla sig som frivilliga för att fylla luckorna i det svenska Flygvapnet. Lönnbergh sökte sig in som frivillig värnpliktig flygförare och placerades på F 2 Hägernäs där han fick militär flygutbildning 1939-1940 och silvervingar 15 maj 1940. Han sökte 1941 tillstånd av de svenska myndigheterna att få resa till Storbritannien för fortsatta flygstudier. Väl i England skrev han in sig i RAF som placerade honom som nattjaktpilot vid 111:e divisionen, vars uppgift var att slå tillbaka Luftwaffes anfall mot London och den engelska sydkusten 1941. Han kom senare att arbeta som testpilot vid RAF. Utprovningen av flygplan och taktik var krävande och farligt och han var med i ett flertal haverier under uppdraget som testpilot. Under 1942 placerades han som pilot på en modifierad Wellington i Nordafrika för att bedriva torpedfällning mot tyska fartyg i Medelhavet. Under ett flyguppdrag samma år träffades Lönnberghs ena motor av luftvärn från ön Pantellarian och han tvingades nödlanda på Sicilien. Efter att besättningen eldat upp flygplanet och sedan lyckats hålla sig gömda en vecka greps de av italienska trupper. Under en tågtransport från Bologna till Tyskland 1943 lyckades Lönnbergh fly i trakten av Verona. Han anslöt sig till en grupp partisaner i norra Italien, men gruppen tvingades fly undan tyskarna till Schweiz. Här blev han internerad i sex månader, men med hjälp av franska motståndsrörelsen smugglades han ut från Schweiz, genom södra Frankrike till den amerikanska frontlinjen vid Grenoble. Han återvände till RAF där han placerades i Transport Command där han flög Liberator, Avro York och Skymasters mellan England och Kina. När han som Flight Lieutenant tog avsked från RAF 1946 hade han flugit 5 000 timmar i 119 olika flygplanstyper. Han tilldelades utmärkelsen Member of the Order of the British Empire (MBE). När han återvände till Sverige fick han sina civila flygcertifikat indragna och han ställdes inför krigsrätt för obehörig vistelse utomlands. Den brittiska ambassaden uttalade sig till förmån för Lönnbergh, och efter tio förhandlingar i krigsrätten blev han frikänd 1947. Han kom senare att arbeta som pilot och sjökapten.